# 레소스

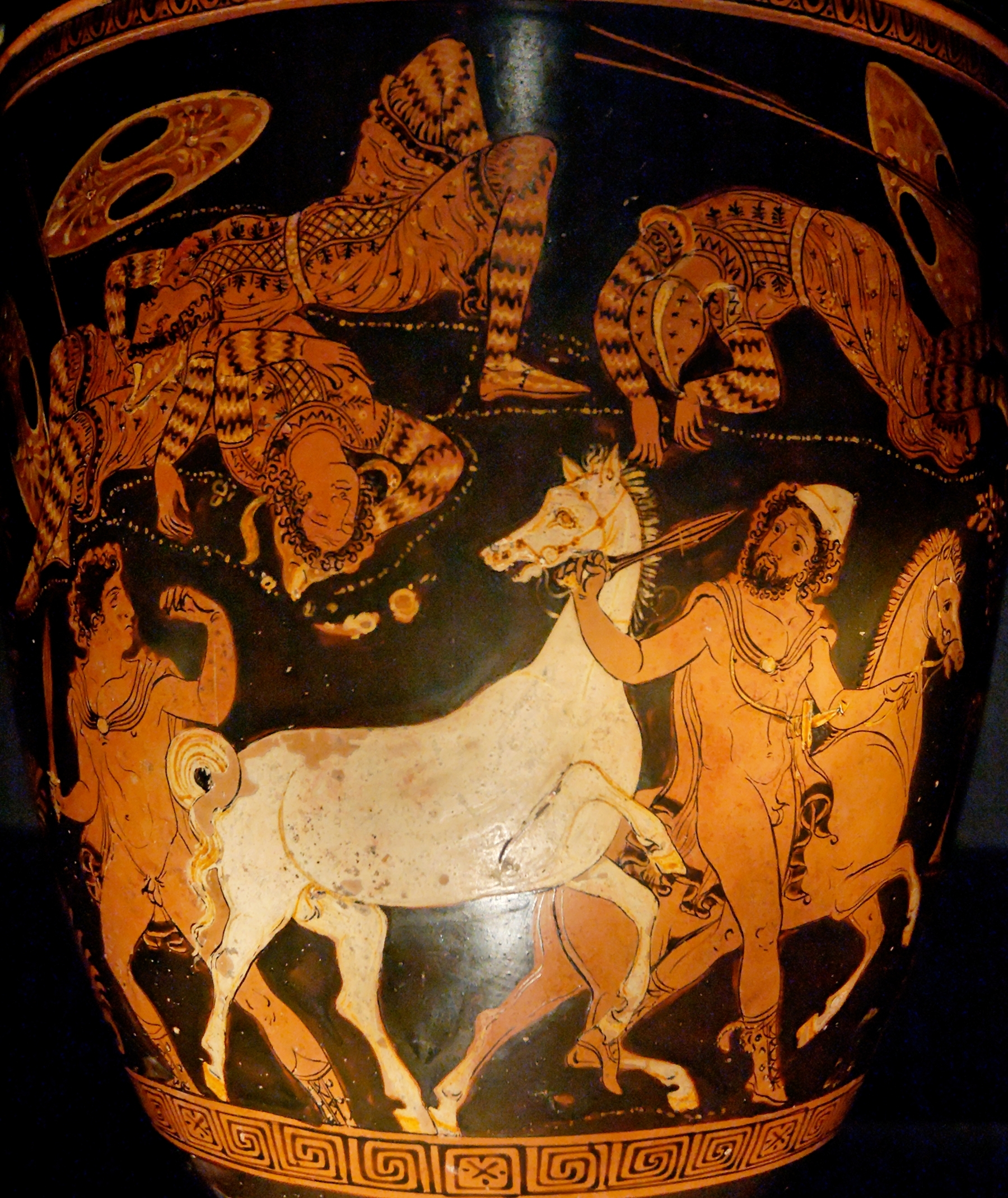
오디세우스와 디오메데스가 레소스의 말들을 훔치고 있다. 붉은 그림 토기, 기원전 360년경.

레소스(그리스어: Ῥῆσος)는 그리스 신화에 나오는 트라키아의 왕으로 트로이 전쟁에서 트로이를 돕기 위해 참전했다.

## 트라키아의 왕
레소스는 에이오네우스의 아들로 트라키아군을 이끌고 나중에야 트로이 전쟁에 참여했는데 전쟁이 터지기 전 스키타이인들을 공격하고 있었기 때문이었다.
그는 금과 은으로 장식된 전차와 멋지고 날랜 백마들을 가지고 있었는데 이 말들이 트로이의 풀을 뜯고 스카만드로스 강의 물을 마시는 한 트로이는 그리스군에게 함락되지 않을 것이라는 예언이 있었다고 한다.
오디세우스와 디오메데스가 밤중에 몰래 트로이의 진지를 습격했는데 레소스는 자신의 막사에서 잠을 자다가 디오메데스의 칼에 죽임을 당했다. 오디세우스와 디오메데스는 그의 멋진 말과 전차를 훔쳐서 그리스 진영으로 돌아왔다.
에우리피데스가 썼다고 알려진 희곡 《레소스》는 바로 이 레소스를 주인공으로 하는데 여기서 레소스의 부모는 스트리몬의 하신(河神)과 9명의 무사이 중 하나인 칼리오페로 나온다. 호메로스에서 묘사된 것보다 더 영웅적인 인물로 묘사된다.
일설에 따르면 레소스는 트로이로 원정 오던 중에 만난 비티니아의 여자 사냥꾼 아르간토에와 사랑에 빠져
결혼했다고도 하는데 레소스가 죽자 아르간토에는 남편의 시체 옆에서 슬퍼하다가 죽었다고 한다.

## 강의 이름
한편 비티니아에 있는 강의 이름도 레소스였는데 그 강의 신의 이름도 레소스였다.